# Lista de ribeiras de Portugal
Esta é uma lista de ribeiras portuguesas.

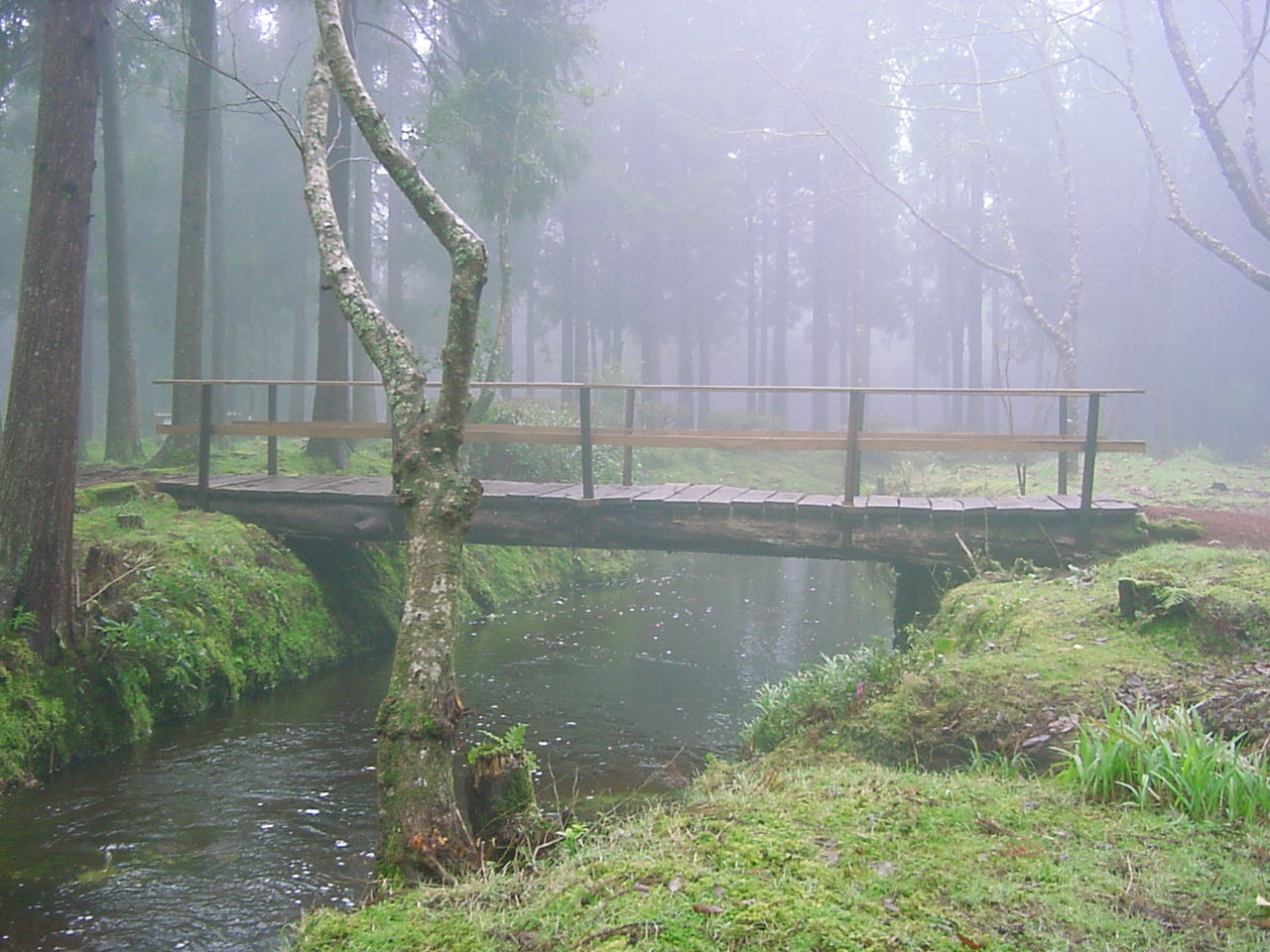
Ribeira Brava em dia de Nevoeiro à sua passagem pelos Viveiros da Falca, ilha Terceira, Açores.

## A
- Ribeira de A-dos-Potes, Vila Franca de Xira
- Ribeira da Abadia
- Ribeira dos Abedoeiros
- Vala da Aberta, afluente do Alcabrichel
- Ribeiro da Abóia, Vila Franca de Xira
- Ribeira de Aboinha - Afluente do rio Douro
- Ribeira de Abrilongo
- Ribeira de Ádela, Mondego, concelho de Góis
- Ribeira da Advesa, afluente do Alcabrichel
- Ribeira de Água D'Alte ou Ribeira de Teixeira
- Linha de água de Águas Férreas, Vila Franca de Xira
- Ribeira das Águas, Alenquer
- Ribeira de Agudim
- Ribeira dos Alambiques
- Ribeira de Álamo, afluente do Guadiana
- Ribeira do Albilhão
- Ribeira de Alcabideque, 17 Km.
- Ribeira de Alcabrichel ou Rio Alcabrichel
- Ribeira das Alcáçovas, Sado
- Ribeira de Alcantarilha ou Ribeira da Enxorrada
- Ribeira de Alcarrache
- Ribeira de Alcobertas
- Ribeira de Alheda ou Ribeira de Espinho ou Ribeira do Conde
- Ribeira de Acorrego
- Corga da Água Alta, afluente do Agadão
- Ribeira de Água Joana ou Ribeira de Passos ou Rio Seia
- Ribeira das Águas Santas
- Ribeira de Agudim ou Ribeira dos Milagres, afluente do Lis
- Ribeira de Albarqueira, concelho de Penacova
- Ribeira de Alcambar
- Ribeira da Aldeia
- Ribeira de Alegrete
- Ribeira de Álem
- Ribeira de Alenquer, Alenquer
- Ribeira de Alfaiates
- Ribeira de Alfarrobeira, Vila Franca de Xira
- Ribeira de Alfeizerão, São Martinho do Porto
- Ribeira de Alferrarede
- Ribeira de Alforfa
- Ribeira de Algalé, afluente do Guadiana
- Ribeira do Alge, concelho de Figueiró dos Vinhos
- Ribeira de Algedão
- Ribeira de Algés
- Ribeira de Algibre
- Ribeira de Algoz, afluente da Ribª de Alcantarilha
- Ribeira de Aljezur
- Ribeira de Almadafe
- Ribeira de Almansor
- Ribeira de Almoster
- Ribeira de Almuro
- Ribeira de Alombada ou Ribeira de Bradela, afluente do Vouga
- Ribeira de Alpreade
- Ribeira de Alpriate
- Ribeira de Alte
- Ribeira de Alvacar, afluente do Guadiana
- Ribeira de Alvalade
- Ribeira de Alvandeira ou Rio Sul (Portugal) ou Rio Torto (Vouga)
- Ribeira de Alvarém ou Ribeira de Belazaima
- Ribeiro do Alvarinho, Alenquer
- Ribeira de Alvém
- Ribeira do Alvite
- Ribeira de Alvito
- Ribeira de Alvôco da Serra, Mondego
- Ribeira de Alvor
- Ribeira do Amanso
- Ribeira de Ameal
- Ribeiro da Ameixoeira, Alenquer
- Ribeira dos Amiais, afluente do Alviela
- Ribeira Amiar ou Ribeira da Borralha
- Ribeira da Amieira
- Ribeira do Amioso, concelho da Sertã
- Ribeira de Ana Loura
- Ribeira de Ançã ou Ribeira de Outil, Mondego, 19 Km.
- Ribeira das Andorinhas
- Ribeira de Angueira
- Ribeira de Anha
- Ribeira das Antas
- Ribeira de Antrime
- Ribeira da Apelação, Loures, afluente do Trancão
- Ribeira de Arão
- Ribeira de Aradas, concelho de Pampilhosa da Serra
- Ribeira de Arade ou/e rio ???
- Ribeira de Aravil
- Ribeira das Arcas
- Ribeira do Arco
- Ribeira de Arcossó
- Ribeira de Ardila
- Ribeira das Areias, afluente do Tejo concelho de Vila Franca de Xira
- Ribeira de Arganil ou Ribeira de Folques ou Ribeira do Salgueiro
- Ribeira do Armador
- Ribeira do Arnado
- Ribeira de Arnes
- Ribeira do Arquinho
- Ribeira dos Arquinhos
- Ribeira do Arroio, Sado
- Ribeira da Asgra
- Ribeira de Asnelas
- Ribeira de Asnes
- Ribeira da Asseca (Guadiana)???, afluente do GUadiana ???
- Ribeira de Asseca ou Vala da Asseca ou Vala da Azambuja ou Rio Maior
- Ribeira de Atouguia
- Ribeira da Atrozela
- Ribeira de Aveledo, concelho de Penacova
- Ribeira da Aveleira, concelho de Arganil
- Ribeira Avelosa ou Rio Bom
- Ribeira de Avinhó
- Ribeira de Avis
- Ribeira de Avô ou Ribeira de Pomares ou Ribeira da Fontinha ou Ribeira de Sobral, concelho de Arganil
- Ribeira de Azambuja, afluente do Guadiana
- Ribeira de Azeitão
- Ribeira da Azenha, afluente do Alcabrichel
- Ribeira da Azenha ou Rio Simonte ou Rio Cabras
- Ribeira de Azevel, afluente do Guadiana
- Ribeira do Azibeiro ou Ribeira de Velgas
- Ribeira do Azibo
- Valeiro da Azinheira, concelho de Arganil
- Ribeira do Aziral

## B
- Ribeira de Baçal
- Ribeira de Baco ou Ribeira Dum
- Ribeira do Bairro, afluente do rio Ota, Alenquer
- Corga do Bairro Grande
- Ribeira de Baldos
- Ribeira de Baltar
- Ribeira da Bandeira ou Ribeira das Fontes ou Rio Torto (Mondego)
- Corga das Barbondas
- Ribeira de Barcarena
- Ribeira de Barge
- Ribeira do Barral
- Ribeira Barranco do Zorro ou Ribeira do Padrão ou Ribeira da Costa
- Ribeira do Bárrio
- Ribeira da Barroca, afluente do Rio Grande da Pipa
- Ribeira da Barroca do Pinheiro
- Ribeira da Barroqueira
- Ribeira dos Barros, Loures
- Corga da Barrosa, afluente do Alfusqueiro
- Ribeira de Barrosos
- Ribeira do Barruncho, Odivelas
- Ribeira do Beco, afluente do Alva
- Ribeira do Beco ou Ribeira da Moita
- Ribeira de Beijames
- Ribeira da Bela
- Ribeira de Belazaima ou Ribeira de Alvarém
- Ribeira do Beleco
- Ribeira de Beliche, afluente do Guadiana
- Ribeiro do Beredo
- Ribeira da Bezelga
- Ribeira da Bica, afluente do Alcabrichel
- Ribeira de Bicesse, concelho de Cascais
- Ribeira de Bicesse ou Rio da Carreira
- Ribeira do Biduedo ou Ribeira do Corgo
- Ribeira de Boco
- Ribeira de Bogas
- Ribeira da Bogoada
- Ribeira do Boi, afluente do Agadão
- Ribeira do Boi ou Ribeira do Cró
- Ribeira do Boição, Loures
- Ribeira das Boiças ou Ribeira das Vergadas (Mondego) ou Ribeira de Carrima
- Ribeira das Bondalhas ou Ribeira das Boudalhas
- Ribeira da Bordeira
- Ribeira de Bordença, afluente do Adrão
- Ribeira da Borralha ou Ribeira Amiar
- Ribeira do Borralhal
- Ribeiro da Bouça???
- Ribeiro das Bouças
- Ribeira de Bouçoais
- Ribeira de Bougado
- Ribeira de Braçal
- Ribeira de Bradela ou Ribeira de Alombada
- Ribeira Branca ou Rio Gresso, concelhos de Sever do Vouga / Vale de Cambra
- Ribeira de Brazela ou Ribeira do Pinheiro
- Ribeira de Brenhas
- Ribeira de Brissos
- Ribeira de Bruscos
- Ribeira Bufa
- Ribeira da Bufeira ou Ribeira das Morganheiras
- Ribeira de Burréis
- Ribeira do Bustelo

## C
- Ribeira do Cabaço
- Ribeira dos Cabaduços
- Ribeira das Cabaninhas
- Ribeira da Cabeça Alta
- Ribeira da Cabeça da Igreja
- Ribeira de Cabeda
- Ribeira da Cabra
- Ribeira das Cabras ou Ribeira de Cabria
- Ribeira de Cabresto, afluente do Douro
- Ribeira do Cabril
- Ribeira de Cabrum
- Ribeira de Cacela
- Ribeira das Cachoeiras, afluente do Rio Grande da Pipa
- Ribeira de Cadafais, Alenquer
- Ribeira da Cadaveira, concelho de Cascais
- Ribeira de Caíde
- Ribeira do Caldeirão
- Ribeira de Caimó ou Ribeira de Paço de Mato
- Ribeira da Cal ou Ribeira das Mestras ou Rio Criz
- Ribeira do Caldeira, afluente do Rio Alenquer, Alenquer
- Ribeira do Caldeirão, concelho de Figueiró dos Vinhos
- Ribeira do Caldeirão I
- Ribeira do Caldeirão II
- Vala do Caldista, concelho da Figueira da Foz
- Ribeira de Camarões, Odivelas
- Ribeira da Cama Trama
- Ribeira da Camba ou Ribeira do Lameirão
- Ribeira do Cambalhão ou Ribeira da Chã ou Ribeira de Moscoso
- Ribeiro do Cambarinho, afluente do Alfusqueiro
- Ribeira de Cambela
- Ribeira de Cambeses
- Ribeira de Campilhas, Sado
- Ribeira de Campo Benfeito
- Ribeira de Campos
- Ribeira da Cama Trama (Afluente do rio Torto (Douro))
- Ribeira da Camelhelha
- ]]Ribeira de Campilhas]], Sado
- Ribeira da Candeeira
- Ribeira da Candieira
- Ribeira de Candedo
- Ribeira de Caneças ou Ribeira de Odivelas
- Ribeira de Canelas
- Ribeira da Cangueira
- Ribeira de Canha
- Ribeira de Canhestros
- Ribeira da Caniça ou Ribeira da Lagoa ou Ribeira da Pragueira
- Ribeira das Caniceiras, Loures
- Ribeira dos Caniços, afluente do Tejo em Santa Iria de Azóia
- Ribeira das Canoas, Odivelas
- Ribeira de Caparide-Ribeira de Manique concelho de Cascais
- Ribeira do Capelo ou Ribeira da Sardinha
- Ribeira da Caranguejeira, afluente do Lis
- Ribeira do Carapito, Mondego, 20.6 Km.
- Ribeira das Caravelas
- Ribeira de Carcavelos ou Ribeiro de Corvo ou Ribeiro de Fornelos
- Ribeira do Cardal, afluente do Alva
- Ribeira da Cardeira, afluente do Guadiana
- Ribeira das Cardosinhas, afluente do Rio Grande da Pipa
- Ribeira das Cardozas, Arruda dos Vinhos
- Ribeira de Carenque
- Ribeira de Caria
- Ribeira da Caridade
- Corga dos Carigos
- Ribeira de Carrafochas, Loures
- Ribeiro de Carrascal, afluente do Alcabrichel
- Ribeira da Carrasqueira
- Ribeira de Carrazedo
- Vala do Carregado ou Rio Grande da Pipa
- Ribeira de Carreiras, afluente do Guadiana
- Vala do Carril, afluente do Tejo em Castanheira do Ribatejo
- Ribeira de Carrimá ou Ribeira das Boiças ou Ribeira das Vergadas (Mondego), Mondego, concelho de Góis
- Ribeira da Carva
- Ribeira da Carvalha, Vila Franca de Xira
- Ribeira do Carvalho, concelho de Pampilhosa da Serra
- Ribeira de Carvalhos, afluente do Alviela
- Ribeira do Carvalhal (Douro)
- Ribeira do Carvalhal (Mondego) ou Ribeira de Paredes ou Ribeira de Mortágua ou Ribeira de Cristina ou Ribeira da Foz ou Ribeira de Moinhos ou Ribeira do Lagoeiro]]
- Ribeira do Carvalhal (Rio Ave)
- Ribeira de Carvalhal Sapã
- Ribeira da Carvalha Seca
- Ribeira da Carvalheira
- Corga da Carvalhosa
- Ribeira de Casadelo ou Ribeira de Casaldelo
- Ribeira de Casaínhos, Loures
- Ribeira do Casal
- Ribeira do Casal da Laje, afluente do Alcabrichel
- Ribeira de Casal Novo, concelho de Góis
- Ribeira do Casal do Rego, afluente do Alcabrichel
- Ribeira da Casinha
- Ribeira das Casinhas
- Ribeira de Castanheira, afluente do Tejo em Castanheira do Ribatejo
- Ribeira de Castanheiras
- Ribeira da Castelhana, concelho de Cascais
- Ribeira de Cáster, ria de Aveiro
- Ribeira do Castinçal, afluente do Mondego na albufeira da Barragem da Aguieira
- Ribeira de Castro
- Ribeira do Castro
- Ribeira do Caterredor, concelho da Lousã
- Ribeira das Cavadas
- Ribeira de Cavadonde
- Ribeira de Cavalinhas
- Ribeira do Caveiro
- Ribeira de Cavês
- Ribeira de Cavez ou Rio Cavez
- Ribeira de Cedrim, afluente do Vouga
- Ribeira de Ceife
- Ribeira do Ceiroco
- Ribeira de Ceissa
- Ribeira de Celavisa, Mondego
- Ribeira de Cemil
- Ribeira de Cepões ou Ribeira da Igreja
- Ribeira de Cerdeira ou Ribeira de Côja ou Ribeira da Mata
- Ribeira das Ceroulas, afluente do Rio Alenquer, Alenquer
- Ribeira da Chã ou Ribeira do Cambalhão ou Ribeira de Moscoso
- Ribeira de Chã de Vales
- Ribeira de Chaqueau
- Ribeira das Chedas
- Ribeira de Cedrim
- Ribeira de Chã
- Ribeira de Chãs da Égua, Mondego
- Ribeira da Chieira ou Ribeira de Vila Galega
- Ribeira da Choupica
- Ribeira do Cid Subafluente do Águeda (Douro)
- Ribeira de Cobres
- Corga do Cochêdo, afluente do Alfusqueiro
- Ribeira de Codes
- Ribeira de Coentral Grande, Mondego
- Ribeira de Coina
- Ribeira da Coinha
- Ribeira de Coja, Mondego, 29.8KM.
- Ribeira de Côja ou Ribeira da Mata ou Ribeira de Cerdeira
- Ribeira de Colares, Ribeiras do Oeste
- Ribeira das Colesmas
- Ribeira do Colmeal, afluente do Águeda (Douro),
- Ribeira do Colmeal, concelho de Pampilhosa da Serra
- Ribeira do Conde ou Ribeira de Alheda ou Ribeira de Espinho
- Ribeira da Consalinha, afluente do Alva
- Corga da Contença
- Ribeira de Contença ou Ribeira de Onor
- Ribeira do Convento ou Ribeira de Lamas (Vouga)
- Ribeira da Corga do Vale da Ribeira
- Ribeira do Corgo ou Ribeira do Biduedo
- Ribeira da Corga da Serra da Madalena
- Ribeira do Corgo de Travessos
- Ribeira dos Corrujos
- Ribeira do Corterredor, concelho de Góis
- Ribeira de Cortes ou Ribeira do Paúl (Tejo)
- Ribeira das Cortinhas
- Ribeiro de Corvo ou Ribeiro de Carcavelos ou Ribeiro de Fornelos
- Ribeira da Corujeira, afluente do Alva
- Ribeira da Costa ou Ribeira Barranco do Zorro ou Ribeira do Padrão
- Ribeira de Cótimos
- Ribeira de Couces
- Ribeira de Coura
- Ribeira da Coutada
- Ribeira do Couto (Lima)
- Ribeira do Couto (Vouga)
- Ribeira do Covão do Urso ou Ribeira da Nave Descida ou Ribeira das Naves
- Ribeira do Covelo
- Ribeira da Covina, afluente do Tejo em Póvoa de Santa Íria
- Ribeira de Covó
- Ribeira do Covo, afluente do Agadão
- Ribeira de Cristina ou Ribeira da Foz ou Ribeira de Moinhos ou Ribeira do Lagoeiro ou Ribeira do Carvalhal (Mondego) ou Ribeira de Paredes ou Ribeira de Mortágua
- Ribeira do Cró ou Ribeira do Boi
- Ribeira da Cruz
- Ribeira do Cubo, afluente do Mondego. ribª Caldeirão
- Ribeira dos Cubos
- Ribeira do Cuco, Ribeiras do Oeste
- Ribeira de Cuncos
- Ribeiro da Curalha

## D
- Ribeira das Dálias, Odivelas
- Ribeira de Dama ou Ribeira de Leomil
- Ribeira de Deilão
- Ribeira da Devessa ou Ribeira da Devesa
- Ribeira das Devesas
- Ribeira da Dúvida
- Ribeira da Doleira, concelho de Oliveira do Hospital, afluente do rio Mondego
- Ribeira das Dornas
- Ribeira de Dornelas ou Rio Fílvida
- Ribeira Dum ou Ribeira de Baco

## E
- Ribeira de Eiras
- Ribeira do Emboque
- Ribeira do Enforcado
- Ribeira de Enxoé
- Ribeira da Enxorrada ou Ribeira de Alcantarilha
- Ribeira de Eradas
- Ribeira de Erra
- Ribeira da Ervedosa
- Ribeira do Escaldado
- Ribeira do Escoural
- Barroca da Esculca, concelho de Arganil
- Ribeira do Espinheiro
- Ribeira de Espinho ou Ribeira de Alheda ou Rio Alheda ou Ribeira do Conde
- Ribeira do Esporão
- Ribeira de Esporões, concelho de Oliveira de Frades
- Ribeira dos Estanques, Vila Franca de Xira
- Ribeira de Estevais
- Ribeira de Estorãos

## F
- Ribeira da Falgueirosa, afluente do Alva
- Ribeira de Falheiros, 12Km.
- Ribeira de Famalicão
- Ribeira de Famões, Odivelas
- Ribeira de Fanhões, Loures
- Ribeira de Farelo
- Ribeira da Farinha, afluente do Alva
- Ribeiro de Farvinho, afluente do Alfusqueiro
- Ribeira do Faval
- Ribeira de Febras
- Ribeira de Felgueira ou Ribeira de Telhadas
- Ribeiro da Fervença ou Rio Alva
- Ribeira Fiais
- Ribeira da Figueira
- Ribeira de Figueiredo
- Ribeira de Figueiró
- Ribeira de Fivelo
- Corga da Folia
- Ribeira de Folques ou Ribeira do Salgueiro ou Ribeira de Arganil
- Ribeira Fontão Fundeiro, concelho de Figueiró dos Vinhos
- Ribeira da Fonte da Pipa, afluente do Alcabrichel
- Ribeira de Fonte Fria
- Ribeira da Fonte do Meio, Bacia do Águeda (Douro)
- Ribeira da Fonte Santa, Vila Franca de Xira
- Ribeira das Fontes ou Ribeira da Bandeira ou Rio Torto (Mondego)
- Ribeira de Fontelas
- Ribeira da Fontinha ou Ribeira de Pomares ou Ribeira de Avô ou Ribeira de Sobral, concelho de Arganil
- Ribeira da Fórnea
- Rego de Fornelo, concelho de Oliveira de Frades, afluente do Rio Vouga
- Ribeiro de Fornelos ou Ribeiro de Corvo ou Ribeiro de Carcavelos
- Ribeira da Foupana, afluente do Guadiana
- Ribeira da Foz ou Ribeira de Moinhos ou Ribeira do Lagoeiro ou Ribeira do Carvalhal (Mondego) ou Ribeira de Paredes ou Ribeira de Mortágua ou Ribeira de Cristina
- Ribeira da Foz do Rêgo
- Ribeira de Fradelos
- Ribeira dos Frades
- Ribeira da Fraga, Mondego
- Ribeira de Fragoso
- Ribeira de Fregim
- Ribeira do Freixinho, Odivelas
- Ribeira do Freixo
- Ribeira de Friães
- Ribeira de Friande
- Ribeira de Frielas ou Ribeira da Póvoa ou Rio da Costa, Loures/Odivelas
- Ribeira de Froia
- Ribeira das Fronhas ou Ribeira das Fórneas
- Ribeira do Fuste

## G
- Ribeira da Gadanha
- Ribeira do Gaia, concelho de Oliveira de Frades, afluente do Vouga
- Ribeira de Galegos (Afluente do rio Torto (Douro))
- Ribeira da Gândara
- Ribeira da Garganta
- Ribeira de Gevorete
- Ribeira de Godelim
- Ribeira da Goiva
- Ribeira de Gouveia
- Ribeira da Gouxaria, afluente do Alviela
- Ribeira da Gralheira
- Ribeira da Gramaça, concelho de Arganil
- Ribeira de Gramelas
- Ribeira Grande ou Ribeira de Sazes
- Ribeira de Grândola, Sado
- Ribeira da Granja, Douro
- Ribeira da Granja, Loures
- Ribeira dos Grelhos
- Ribeira de Guardinhos
- Ribeira de Guilhade
- Ribeira do Guizo

## H
- Ribeira do Homem
- Ribeira das Hortas, concelho da Lousã

## I
- Ribeira da Igreja
- Ribeira da Igreja ou Ribeira de Cepões
- Ribeira das Ínsuas
- Ribeira da Isna

## J
- Ribeira do Jamor ou Rio Jamor ou Rio de Queluz?
- Ribeira da Janela
- Ribeira de Jorjais
- Ribeira da Junqueira

## L
- Ribeira de Laceiras, afluente do Adrão
- Ribeira de Lafões ou Ribeira de Mesio
- Ribeira da Lagoa ou Ribeira da Caniça ou Ribeira da Pragueira
- Ribeira da Lagoa de Melides, Sado
- Ribeira do Lagoeiro ou Ribeira do Carvalhal ou Ribeira de Paredes ou Ribeira de Mortágua ou Ribeira de Cristina ou Ribeira da Foz ou Ribeira de Moinhos
- Ribeira de Lagos
- Ribeira da Laja
- Ribeira de Laje
- Ribeira das Lajes
- Ribeira da Lamarosa
- Ribeira da Lama do Moinho
- Ribeira da Lama
- Ribeira das Lamas (Cávado
- Ribeira das Lamas (Vouga) ou Ribeira do Convento
- Ribeira de Lamas (Ave)
- Ribeira da Lamosa
- Ribeira da Lameira
- Ribeira das Lameiras
- Ribeira dos Lameirinhos
- Ribeira do Lameirão ou Ribeira da Camba
- Ribeira dos Lameirões
- Ribeira de Lampassa
- Ribeira da Lapa, afluente do Guadiana
- Ribeira de Lara
- Ribeira da Lardosa
- Ribeira de Latães ou Ribeira de Reguengos
- Ribeira de Lavre
- Corga do Lázaro, afluente do Agadão
- Ribeira do Leandres
- Ribeira do Leandro
- Ribeira de Leomil ou Ribeira de Dama]]
- Ribeira de Limas
- Ribeira de Linhares (Douro)
- Ribeira de Linhares (Mondego), 16.4Km.
- Ribeira de Lobão ou Ribeira da Subugosinha
- Ribeira da Loisa
- Ribeira da Longra
- Ribeira da Lontreira
- Ribeira do Loureiro, Calhandriz
- Ribeira de Loures, Loures
- Ribeira da Louriceira
- Ribeira de Louzadela ou Ribeira do Rebentão
- Barroca das Luadas, concelho de Arganil
- Ribeira de Lucefecit, afluente do Guadiana
- Ribeira de Lupe

## M
- Ribeira de Maçaínhas, Mondego, Rª do Caldeirão
- Ribeira do Machio
- Ribeira da Macieira
- Ribeiro das Macieiras, afluente do Alfusqueiro
- Ribeira da Má de Água
- Ribeira de Magueija
- Ribeira da Maila (Afluente do rio Cabril (Corgo))
- Ribeira da Malhada
- Ribeira da Manga
- Ribeira de Manhouce
- Ribeira de Manhuncelos
- Ribeira de Marateca
- Ribeira das Marianas, concelho de Cascais
- Ribeira da Marinheira (Afluente do rio Cabril (Corgo))
- Ribeira da Marmeleira
- Ribeira dos Marmeleiros ou Ribeira das Vinhas, concelho de Cascais
- Ribeira do Marrão ou Ribeira dos Pedraços
- Ribeira do Martingil, afluente do Alcabrichel
- Ribeira de Martins
- Ribeira de Massueime ou rio
- Ribeiro da Mata, afluente do Tejo em Alhandra
- Ribeira da Mata ou Ribeira de Cerdeira ou Ribeira de Côja
- Ribeira da Mata da Maragaça, concelho de Arganil
- Ribeira da Mata da Torre
- Ribeira do Matadouro
- Ribeira de Matos
- Ribeira da Meã
- Ribeira das Meãs, concelho de Pampilhosa da Serra
- Ribeira da Mealhada, Loures
- Ribeira de Mega
- Ribeira de Meirinhos
- Ribeira de Melides, Sado
- Ribeira de Melroinha
- Vala Mestra ou Vala dos Moinhos
- Ribeira das Mestras
- Ribeira das Mestras ou Ribeira da Cal ou Rio Criz
- Ribeira de Mesio ou Ribeira de Lafões
- Ribeira do Mezio
- Ribeira de Mialha
- Ribeira dos Milagres ou Ribeira de Agudim afluente do Lis
- Ribeira de Milhares
- Ribeira da Milheirada, afluente do Alviela
- Ribeira de MIro, concelho de Penacova
- Ribeira de Mistela
- Ribeira do Mocho
- Ribeira dos Mochos, concelho de Cascais
- Ribeira da Moeda, afluente do Ceira, concelho de Arganil
- Ribeira de Mogege
- Ribeira da Moimenta
- ]]Ribeira da Moita]] ou Ribeira do Beco
- Ribeira de Moinho
- Vala dos Moinhos ou Vala Mestra
- Ribeira de Moinhos ou Ribeira do Lagoeiro ou Ribeira do Carvalhal ou Ribeira de Paredes ou Ribeira de Mortágua ou Ribeira de Cristina ou Ribeira da Foz
- Ribeira do Moinho Fernandes
- Ribeira dos Moinhos (Douro)
- Ribeira dos Moinhos (Lima)
- Ribeira dos Moinhos (Mondego)
- Ribeira de Mondes
- Ribeira de Monfalim, afluente do Rio Grande da Pipa, Alenquer
- Ribeira de Monforte
- Ribeira de Moninho, concelho de Pampilhosa da Serra
- Ribeira de Monsanto, afluente da Ribª de Algés
- Ribeira do Montouto
- Ribeira da Morcosa
- Ribeira do Morgado afluente da Ribeira de Alpriate
- Ribeira das Morganheiras ou Ribeira da Bufeira
- Ribeira de Mortágua ou Ribeira de Cristina ou Ribeira da Foz ou Ribeira de Moinhos ou Ribeira do Lagoeiro ou Ribeira do Carvalhal (Mondego) ou Ribeira de Paredes, Mondego
- Ribeira das Mós, Douro
- Ribeira de Mós ou rio
- Ribeira de Moscoso ou Ribeira do Cambalhão ou Ribeira da Chã
- Ribeira do Mosqueteiro
- Ribeira da Mota
- Ribeira da Mouca
- Ribeira de Mouquim
- Ribeira de Moura, concelho de Arganil
- Ribeira da Mourinha
- Ribeira a Mourísia, concelho de Arganil
- Ribeira de Mouriz
- Ribeira de Mozendas
- Ribeira de Muge
- Ribeira de Mures, afluente do Guadiana
- Ribeira de Murta
- Ribeira da Murteirinha - Malarranha / Pavia / Mora
- Ribeira do Murtigão
- Ribeira da Muxagata

## N
- Ribeira da Natália ou Ribeira de Santa Natália
- Ribeira da Nave
- Ribeira da Nave Descida ou Ribeira das Naves ou Ribeira do covão do Urso
- Ribeira de Nisa
- Ribeira de Noeime
- Ribeira de Noura
- Ribeira de Nozedo
- Ribeira do Nuzedo de Baixo

## O
- Ribeira de Odeleite, afluente do Guadiana
- Ribeira de Odelouca
- Ribeira de Odearça, afluente do Guadiana
- Ribeira de Odiáxere
- Ribeira de Odivelas ou Ribeira de Caneças
- Ribeira de Odivelas (Sado)
- Ribeira de Oeiras, afluente do Guadiana
- Ribeira de Oleiros
- Ribeira de Onor ou Ribeira de Contença
- Ribeira de Oriz
- Ribeiro da Ossa, afluente do Alenquer
- Ribeira da Ota
- Ribeira de Ouro
- Ribeira do Outeiro
- Ribeira de Outil ou Ribeira de Ançã, Mondego
- Ribeira da Outurela, afluente da Ribª de Algés

## P
- Ribeira do Paço
- Ribeira de Paço de Mato ou Ribeira de Caimó
- Ribeira de Padornelos
- Ribeira do Padrão ou Ribeira da Costa ou Ribeira Barranco do Zorro
- Ribeira da Paiã, Odivelas
- Ribeira de Palameiro
- Ribeira das Palhagueiras, BH Alcabrichel
- Ribeira de Palhais
- Ribeira dos Palheiros
- Ribeira de Pampilhosa
- Ribeira da Panasqueira ou Ribeira do Sobral
- Ribeira de Pancas, afluente do Rio Alenquer
- Ribeira das Panóias
- Ribeira de Pantarrinhos
- Ribeira da Paradinha
- Ribeira de Paraduça
- Ribeira do Paramol, afluente do Alva
- Ribeira de Pardais
- Ribeira das Pardas
- Ribeira de Pardieiros, concelho de Figueiró dos Vinhos
- Ribeira da Pardiela
- Corga do Pardinho, afluente do Alfusqueiro
- Ribeira de Paredes ou Ribeira de Mortágua ou Ribeira de Cristina ou Ribeira da Foz ou Ribeira de Moinhos ou Ribeira do Lagoeiro]] ou Ribeira do Carvalhal (Mondego)
- Ribeira dos Passarinhos, Bacia do Águeda (Douro)
- Ribeira de Passô
- Ribeira de Passos ou Ribeira de Água Joana ou Rio Seia
- Ribeira da Patanha
- Ribeira do Paul (Douro)
- Ribeira do Paúl (Douro)
- Ribeira do Paúl (Tejo) ou Ribeira Cortes
- Ribeira de Pazide
- Ribeira de Pedome ou Ribeira de Redome
- Ribeira dos Pedraços ou Ribeira do Marrão
- Ribeira de Pedreiros
- Ribeira do Pedriqueiro
- Ribeira da Pedrosa
- Ribeira da Pega
- Ribeira do Peio
- Ribeiro dos Peixes
- Ribeira da Pena ou Rio Sátão
- Regato da Pena
- Ribeira de Penacal
- Ribeira de Penacova
- Ribeira da Penha Longa
- Ribeira Pequena, afluente do Alva
- Ribeiro Pequeno, afluente do Alcabrichel
- Ribeira da Peralta
- Ribeira Pera, afluente do Zêzere
- Ribeira da Pera Manca, Sado
- Ribeira Pereira
- Ribeira de Pernes, afluente do Alviela
- Ribeira Perofilho
- Ribeiro de Perosinho
- Ribeira da Pesa
- Ribeira do Peso
- Ribeira dos Pesos
- Ribeira de Pessegueiro, afluente do Vouga
- Ribeira de Peva
- Ribeira de Piães
- Ribeira das Pias
- Ribeira do Picoto
- Ribeira de Pilar
- Ribeira do Pinheiro ou Ribeira de Brazela
- Ribeira de Pinheiro de Loures, Loures
- Ribeira de Pinho
- Ribeira de Piodão, Mondego
- Ribeira do Pisão (Leça)
- Ribeira de Pisão, Mondego ???
- Vala do Pisão, BH Alcabrichel
- Ribeira do Pisão (Vouga) ou Ribeira do Zonho
- Ribeira do Poço do Inferno
- Ribeira de Poiares, Mondego, concelho de Penacova
- Ribeira de Pombais
- Ribeira das Pombas
- Ribeira de Pombinhos
- Ribeira de Pomares ou Ribeira da Fontinha ou Ribeira de Avô ou rtibeira de Sobral, concelho de Arganil
- Ribeira da Ponte Alem Árgea
- Ribeira da Ponte de Louro
- Ribeira das Pontes, afluente do Alcabrichel
- Ribeira da Pontinha, afluente do Alva
- Ribeira de Poriço
- Ribeira da Porqueira
- Ribeira das Porquinhas
- Ribeira dos Porralhos
- Ribeira de Porsim
- Ribeira da Portagem
- Ribeira da Portela
- Ribeira de Portela
- Ribeira da Portela do Guardão
- Ribeira do Portelo
- Ribeiro do Porto, afluente do Ota, Alenquer
- Ribeira do Porto (Alva), afluente do Alva
- Ribeira do Porto (Minho)
- Ribeira do Porto (Tejo)
- Ribeira de Porto Espinho, afluente da Ribeira de Alge
- Ribeira do Porto de Veiga
- Ribeira de Porto Salvo
- Ribeira dos Portos Mouzinhos, afluente do Alva
- Ribeira da Póvoa, concelho da Pampilhosa da Serra
- Ribeira da Póvoa ou Ribeira de Frielas]] ou Rio da Costa, Loures/Odivelas
- Ribeira da Póvoa (Lordelo) ou Rio Arões ou Rio Lordelo
- Ribeira da Póvoa Nova ou Ribeira do Vodra
- Ribeira da Póvoa da Raposeira
- Ribeira da Póvoa da Ribeira
- Ribeira de Povos, afluente do Tejo em Povos, Vila Franca de Xira
- Ribeira de Praçais, concelho da Pampilhosa da Serra
- Ribeira da Pracana
- Ribeira da Pragueira ou Ribeira da Lagoa ou Ribeira da Caniça
- Ribeira do Preguinho
- Ribeira da Presa, concelho de Penacova
- Ribeira da Preza Velha
- Ribeira do Prior Velho

## Q
- Ribeira de Quarteira
- Ribeira de Quêcere, 13Km.
- Ribeira da Quinta das Naves
- Ribeira da Quinta de Cima
- Ribeira da Quinta do Campelo
- Ribeira da Quinta da Pateira ou Ribeira da Várzea
- Ribeira de Quintans
- Ribeira da Quintela

## R
- Ribeira de Racal
- Ribeira de Raia ou rio Raia
- Ribeiro da Raposa, Vila Franca de Xira
- Ribeira da Raposeira, Vila Franca de Xira
- Ribeira do Rebentão ou Ribeira de Louzadela
- Ribeira dos Rebolais
- Ribeira da Reborda
- Ribeira de Rebordelo
- Ribeira da Reboreda
- Ribeira de Rede
- Ribeira de Redome ou Ribeira de Pedome
- Vala da Regateira, afluente do Tejo em Carregado
- Ribeira do Regato do Carvalhal
- Ribeira do Regato do Picaril
- Ribeira da Regaxina, concelho da Lousã
- Ribeira de Regoufe
- Ribeira de Reguengos ou Ribeira de Latães
- Ribeira do Rego Travesso
- Ribeira das Relhas
- Ribeira das Relvas
- Ribeira de Remisguedo
- Ribeira da Requeichada
- Corga da Retorta
- Ribeira de Riassos
- Ribeira de Ribamá, afluente do Vouga
- Ribeira de Ribamar, afluente do Alcabrichel
- Ribeira de Ribas, concelho de Loures
- Ribeira de Ribas, concelho de Penacova
- Barroca Ribeira do Amieiro, concelho de Arganil
- Ribeira do Rio Bom
- Ribeira do Rio de Maçãs
- Ribeira de Rio de Mel Ribeira de Rio Mel, Vouga, 12.2 Km.
- Ribeira do Rio de Mel, Douro
- Ribeira do Rio Gordo
- Ribeira do Rio Grande da Pipa
- Ribeira do Rio Seco, afluente do Lis
- Ribeira de Rio Maior
- Ribeira do Rio Mau
- Ribeira da Ribeira
- Ribeiro da Ribeira Velha (Afluente do rio Cabril (Tâmega))
- Vala Rimeira, afluente do Alviela
- Ribeira da Rocha ou Ribeira da Roda (Cávado)
- Ribeira da Roda (Tejo)
- Ribeira dos Rodilhões
- Ribeira de Romão
- Ribeira das Romeiras, Loures
- Ribeira de Roncos, Loures
- Ribeira da Roupeira
- Ribeira do Roxo, Sado
- Ribeira de Ruivô

## S
- Regato de Sá
- Ribeira de Sabroso (Afluente do rio Cabril (Cávado))
- Ribeira de Sabouga, afluente do Alva
- Ribeira da Sabugosinha ou Ribeira do Lobão
- Ribeira de Sacavém ou Vala de Sacavém ou Rio Trancão
- Ribeira de Safareja
- Ribeira do Safarujo ou Rio Safarujo
- Ribeira do Saião
- Ribeira da Salgueira, afluente do Vouga
- Ribeira do Salgueiro ou Ribeira de Folques ou Ribeira de Arganil
- Ribeira de Salir
- Ribeira de Salsa
- Ribeira de Salsas
- Ribeira do Sameiro
- Ribeira de Samil
- Ribeira de Sampaio
- Ribeira de Sande
- Ribeira das Sanguessugas
- Ribeira de Sanguinhedo
- Ribeira de Santa Comba
- Ribeira de Santa Cristina, Mondego
- Ribeira de Santa Eulália
- Ribeira de Santa Lucrécia de Algeiriz
- Ribeira de Santa Marinha
- Ribeira de Santana da Carnota, afluente do Rio Grande da Pipa, Alenquer
- Ribeira da Santana
- Ribeira de Santa Natália ou Ribeira da Natália
- Ribeira de Santa Valha
- Ribeira de Santa Sofia, afluente do Tejo em Vila Franca de Xira
- Ribeira de Santiago
- Ribeira do Santo, afluente do Alva
- Ribeira de Santo António afluente do Tejo em Alhandra
- Ribeira de Santo Estevão
- Ribeira de São Bento
- Ribeira de São Brissos, Sado
- Ribeira de São Cristóvão, Sado
- Ribeira de São Domingos, Ribeiras do Oeste
- Ribeira de São João, concelho da Lousã

- Ribeira da Sardeira ou Rio Arouce, concelho da Lousã

- Ribeira de São Lázaro
- Ribeira de Sao Lourenco, Concelho de Loulé
- RIbeira de São Mamede de Ribatua
- Ribeira de São Martinho (Sado), Sado
- Ribeira de São Martinho ou Rio Bestança
- Ribeira de São Paio
- Ribeira de São Roque, Loures
- Ribeira de São Sebastião, afluente do Rio Grande da Pipa
- Ribeira de São Simão, afluente do Lima
- Ribeira da Sapinha (Afluente do rio Águeda (Douro))
- Ribeira do Sapogal
- Ribeira da Sardinha ou Ribeira do Capelo
- Ribeira de Sarrazola
- Ribeira de Sarzeda
- Ribeira de Sassoeiros, concelho de Cascais
- Ribeira de Sátão ou Rio Sátão
- Ribeira de Sazes ou Ribeira Grande, afluente do Alva
- Ribeira de Seda
- Ribeira de Segões
- Ribeira de Seia ou Rio Seia
- Ribeira de Seiça
- Ribeira de Seixe
- Ribeira do Seixo
- Ribeira de Selga, concelho de Penacova
- Ribeira dos Selores
- Ribeira de Semessugo, concelho de Pampilhosa da Serra
- Ribeira da Senhora da Piedade ou Ribeira das Tábuas
- Ribeira de Sentiais
- Ribeira de Seravigo
- Ribeira Serdelo ou Ribeira Serdedelo
- Ribeira de Seromenha
- Ribeira da Sertã, concelho da Sertã
- Ribeira de Serte
- Ribeira da Sertem Velha
- Ribeira de Sexta
- Ribeira da Silvareira
- Ribeira do Sinhel, afluente do Unhais, concelho de Góis
- Ribeira do Sirol, afluente do Rio Lis
- Ribeiro do Soalheiro, afluente do rio Ota, Alenquer
- Ribeira de Soares (Afluente do rio Torto (Douro))
- Ribeira de Sobradelo
- Ribeira de Sobral ou *Ribeira de Pomares ou Ribeira da Fontinha ou Ribeira de Avô, concelho de Arganil
- Ribeira do Sobral, Ribeiras do Oeste
- Ribeira do Sobral ou Ribeira da Panasqueira
- Ribeira da Soeira
- Ribeira do Soito (Mondego)
- Ribeira do Soito (Vouga)
- Ribeira de Somato, afluente do Alcabrichel
- Ribeira de Sousa
- Ribeira de Sousel
- Ribeira do Soutelo
- Ribeira de Souto
- Ribeira de Souto de Ribas
- Ribeira do Souto do Bispo

## T
- Ribeira de Tabuaças
- Ribeira das Tábuas ou Ribeira da Senhora da Piedade
- Ribeira do Tajaco
- Ribeira dos Tamanhos
- Ribeira da Tamolha
- Ribeira da Tapada Grande, afluente do Guadiana
- Ribeira das Tapadas ou Ribeira do Vale Saraiva
- Ribeira de Tarouca
- Ribeira de Taveiro
- Ribeira de Teire
- Ribeira do Teixedo
- Ribeira de Teixeira ou Ribeira de Água D'Alte
- Ribeira de Telhadas ou Ribeira de Felgueira
- Ribeira de Teja ou Ribeira Teja
- Ribeira de Temilobos
- Ribeira de Tenchoada
- Ribeira Tenente
- Ribeira de Tera
- Ribeira de Terges ou Rio Cobres, afluente do Guadiana
- Ribeira do Tojal
- Ribeira de Toledo, afluente do Alcabrichel
- Ribeira de Torgal
- Ribeira do Torrão
- Ribeira da Toula
- Ribeira de Tourinhas (Afluente do rio Corgo)
- Ribeira de Tourões  (Afluente do rio Águeda (Douro))
- Ribeira de Toutalga
- Ribeira de Trancoso
- Ribeira da Trapela
- Ribeiro da Travessa, Alenquer
- Ribeira da Troca, Odivelas
- Ribeira do Turgal

## U
- Ribeira de Ulme, Rio Alpiarça, Rio Alpiaçoilo, Vala de Alpiarça, Vala Real
- Ribeira de Unhais ou Ribeira da Pampilhosa
- Ribeira de Urejais

## V
- Ribeira da Vaca, Serra do Caramulo
- Ribeira do Valdedra
- Ribeira de Valdique
- Ribeira do Vaqueiro, afluente do Alva
- Ribeira de Valmar
- Ribeira do Vale Azedo
- Ribeira de Vale Conde
- Ribeira do Vale da Amoreira
- Barroca do Vale Carqueivão, concelho de Arganil
- Ribeira do Vale da Fraga
- Ribeira de Vale de Perdiz, afluente do Alva
- Ribeira do Vale da Pontinha
- Ribeira do Vale de Arcos
- Ribeira do Vale de Cabrões
- Ribeira do Vale de Éguas
- Ribeira do Vale de Figueiredo
- Ribeira do Vale de Nogueira, Loures
- Ribeira Vale de Paus, afluente do Alva
- Ribeira do Vale de Servas
- Ribeira Vale do Forcado, afluente do Alviela
- Ribeira do Vale do Forno, Odivelas
- Ribeira do Vale do Forte do Olmo
- Ribeira do Vale Lagoa, afluente do Alcabrichel
- Ribeira do Vale da Pia, afluente do Alcabrichel
- Ribeira do Vale do Vasco, afluente do Guadiana
- Ribeira do Vale da Ursa
- Ribeira do Vale Saraiva ou Ribeira das Tapadas
- Corga do Valongo
- Ribeira de Valezim
- Ribeira de Varche
- Ribeira da Vargem
- Ribeira Varosa
- Ribeira da Várzea (Douro) ou Ribeira da Quinta da Pateira
- Ribeira da Várzea (Mondego)
- Ribeira da Várzea (Vouga)
- Ribeira do Vascão, afluente do Guadiana
- Ribeira de Veade
- Corgo da Veiga
- Ribeira de Veigas
- Ribeira da Veiga do Mira
- Ribeira de Velgas ou Ribeira do Azibeiro
- Ribeira de Velosa
- Ribeira da Verdelha ou Rio da Verdelha, afluente do Tejo, Forte da Casa / Alverca do Ribatejo
- Ribeira do Verdilheiro
- Ribeira da Vergada, concelho da Lousã
- Ribeira de Vergadas (Douro)
- Ribeira das Vergadas (Mondego) *Ribeira de Carrima ou Ribeira das Boiças
- Ribeira de Vermoim
- Ribeira de Vessadas
- Ribeira de Vidago
- Ribeira de Vide
- Ribeira do Vidual, afluente do Alva
- Ribeira da Vila
- Ribeira da Vila Boa (Douro)
- Ribeira de Vila Boa (Vouga)
- Ribeira de Vila Chã
- Ribeira de Vila Franca
- Ribeira de Vila Galega ou Ribeira da Chieira
- Ribeira de Vilar do Chão
- Ribeiro de Vila Seca, BH Alcabrichel
- Ribeira de Vilares
- Ribeira de Vilariça, afluente do Sabor
- Ribeira do Vilarinho, afluente do Alva
- Ribeira Vilas de Pedro, concelho de Figueiró dos Vinhos
- Ribeira de Vilela
- Ribeira das Vinhas ou Ribeira dos Marmeleiros, concelho de Cascais
- Ribeira das Vinhas, Ribeiras do Oeste
- Ribeira do Vodra ou Ribeira da Póvoa Nova

## X
- Ribeira de Ximassa

## Z
- Ribeira de Zacarias
- Ribeira de Zêzere
- Ribeira do Zoio
- Ribeira do Zonho ou Ribeira do Pisão (Vouga)

## Ilha Terceira
- Duas Ribeiras
- Grota do Veiga
- Grota dos Folhadais
- Grota do Francisco Vieira
- Grota do Trancão
- Grota da Lagoa
- Ribeira do Borges
- Ribeira do Cabo do Raminho
- Ribeira das Nove
- Ribeira das Oito
- Ribeira das Sete
- Ribeira do Hospital
- Ribeira das Seis
- Ribeira de Manuel Vieira
- Ribeira da Luz
- Ribeira do Pamplona
- Ribeira dos Gatos
- Ribeira do Veiga
- Ribeira de Francisco Vieira
- Ribeira da Lapa
- Ribeira de Além
- Ribeira do Gato
- Ribeira das Doze
- Ribeirinha
- Ribeira das Catorze
- Ribeira do Vale do Azinhal
- Ribeira das Dez
- Ribeira das Onze
- Ribeira da Fonte do Almeida
- Ribeira do Urzal
- Ribeira do Silveira
- Ribeira da Agualva
- Ribeira Seca (curso de água)
- Ribeira de Outeiro Filipe
- Ribeira do Cabrito
- Ribeira do Mouro
- Ribeira de Trás
- Ribeira Brava
- Ribeira Grande
- Ribeira do Alfredo

## Ilha do Pico
- Grotão
- Grota da Laje
- Ribeira das Fetais
- Ribeira do Mariano
- Ribeira do Burro
- Ribeira da Lima
- Ribeira Nova
- Ribeira Grande
- Ribeira dos Biscoitos
- Ribeira Joanes
- Ribeira do Soldão
- Ribeira da Laje
- Ribeira da Burra
- Ribeira do Caminho da Pedra
- Ribeira das Cidreiras
- Ribeira dos Moinhos
- Ribeira de Santa Bárbara
- Ribeira das Velhas
- Ribeira das Mancilhas
- Ribeira Grande
- Ribeira da Terra Alta
- Ribeira Funda
- Ribeira da Faia
- Ribeira da Calheta
- Ribeira das Grotas
- Ribeira do Carvalhal
- Ribeira Nova (São Mateus)
- Ribeira Nova (Terra do Pão)
- Ribeira da Prainha
- Ribeira do Lajido
- Ribeira do Mistério
- Ribeira do Murrão
- Ribeira Grande
- Ribeira do Lajido
- Ribeira das Areias
- Ribeira do Espigão
- Ribeirinha
- Ribeira Seca
- Ribeira de Dentro
- Ribeira da Laje

## Ilha de São Miguel
- Ribeira do Guilherme
- Ribeira da Tosquiada
- Ribeira dos Caimbos
- Ribeira de João de Herodes
- Ribeira do Purgar
- Ribeira Despe-te que Suas
- Ribeira da Água
- Ribeira dos Lagos
- Ribeira dos Caldeirões
- Ribeira do Falhado
- Ribeira de Pelanes
- Ribeira das Pombas
- Ribeira da Mulher
- Ribeira da Cafua
- Ribeira das Tainhas
- Ribeira da Vida
- Ribeira das Patas
- Ribeira Grande
- Ribeira do Teixeira
- Ribeira Grande
- Ribeira das Três Voltas
- Ribeira da Praia
- Grota das Pedras
- Ribeira das Barreiras

## Ilha das Flores
- Ribeira das Lajes
- Ribeira Funda
- Ribeira Seca
- Ribeira da Cruz
- Ribeira do Meio
- Ribeira dos Algares
- Ribeira do Cabo
- Ribeira da Silva
- Ribeira do Cascalho
- Ribeira da Badanela
- Ribeira da Fazenda
- Ribeira da Funda
- Ribeira dos Ilhéus
- Ribeira das Casas
- Ribeira do Monte Gordo
- Ribeira do Mouco
- Ribeira do Moinho
- Ribeira do Mosteiro
- Ribeira Grande

## Ilha do Corvo
- Ribeira da Lapa
- Ribeira do Poço da Água

## Ilha do Faial
- Ribeira da Conceição
- Ribeira da Fonte Nova
- Ribeira das Cabras
- Ribeira do Cerrado Novo
- Ribeira das Águas Claras
- Ribeira da Lombega
- Ribeira de Santa Catarina
- Ribeira Grande
- Ribeira da Granja
- Ribeira da Lapa
- Ribeira da Fonte Nova
- Ribeira do Adão
- Ribeirinha (Ribeirinha Horta)
- Ribeira do Rato
- Ribeira do Gato
- Ribeira do Cerrado
- Ribeira da Praia (Pedro Miguel)
- Ribeira dos Flamengos

## Ilha de São Jorge
- Ribeirinha
- Ribeira de São João (Calheta)
- Ribeira dos Monteiros
- Ribeira de São Tomé
- Pernada da Ribeira de São Tomé
- Ribeira do Meio (Santo Antão)
- Ribeira da Vila
- Ribeira do Cedro
- Ribeira do Cavalete
- Ribeira do Sanguinhal
- Ribeira Seca
- Ribeira dos Gafanhotos
- Ribeira Funda (Ribeira Seca)
- Ribeira da Lapa
- Ribeira da Larga
- Ribeira do Jogo
- Ribeira do Guadalupe
- Ribeira da Cancela
- Ribeira da Casa Velha
- Ribeira da Fajã
- Ribeira da Ponta Furada
- Ribeira da Fonte Nova
- Ribeira de Santo António
- Ribeira das Queijadas
- Grotão do Cabo
- Ribeira do Almeida
- Ribeira da Manga
- Ribeira do Belo
- Ribeira da Água